# Esplosione

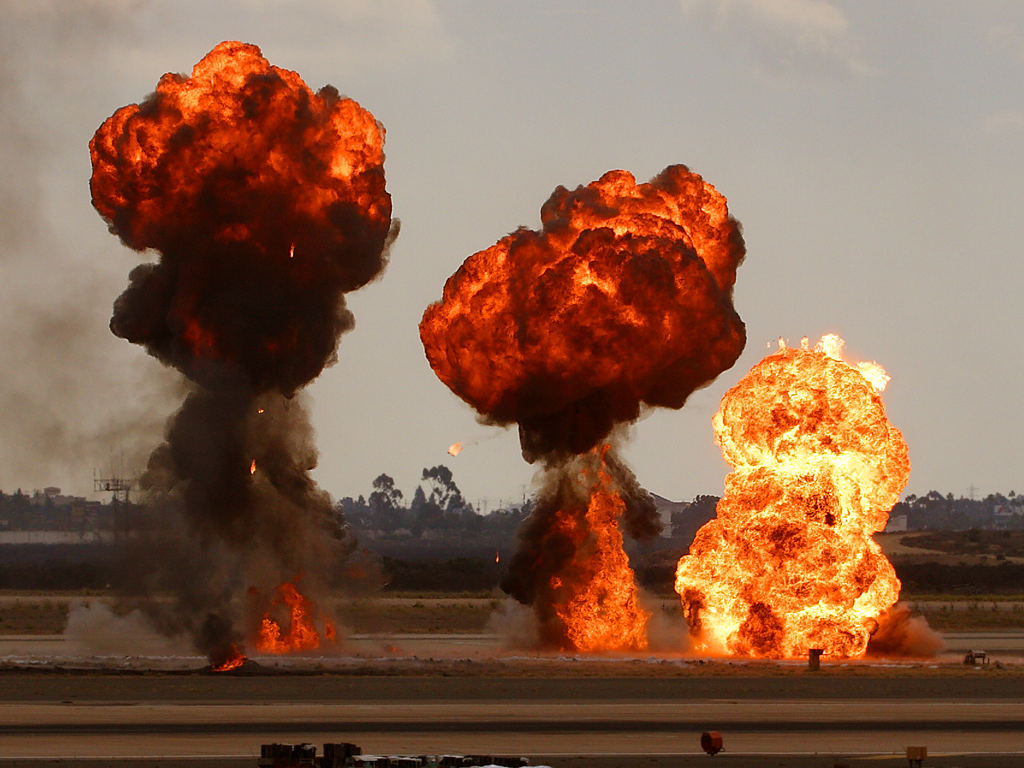
Esplosioni accompagnate da una colonna di gas combusti sormontata da una formazione sferica, detta palla di fuoco.

Un'esplosione è un improvviso e violento rilascio di energia termica e/o meccanica a partire da un accumulo di pressione, energia chimica, energia elettrica o nucleare, generalmente accompagnato dalla produzione ed espansione di gas ad altissima temperatura.
Le esplosioni sono comuni in natura. Sulla Terra molte esplosioni naturali si originano dai fenomeni vulcanici di vario tipo; le protuberanze e i brillamenti solari sono un esempio di esplosioni comuni sul Sole, e probabilmente sulla maggior parte delle stelle.
Il fenomeno opposto è l'implosione.

## Esplosivi

simbolo convenzionale identificativo delle sostanze esplosive nell'UE

Simbolo di pericolo associato a sostanze esplosive, definito dalla norma ISO 7010.

Si definisce "esplosivo" una sostanza o una miscela di sostanze che in determinate condizioni reagiscono con un'esplosione. Le sostanze esplosive possono essere sotto forma di gas, liquidi o anche solidi (come le polveri esplosive).
Gli esplosivi artificiali più comuni sono esplosivi chimici, che normalmente comprendono una rapida e violenta reazione di ossidazione che produce una notevole quantità di gas ad alta temperatura. Sono esplosivi molto versatili, compatti, disponibili in quantità e in ogni tipo.
La polvere nera è stato il primo esplosivo chimico scoperto dall'uomo, essendo stata utilizzata a partire dal XII secolo. Successivamente vennero utilizzati la nitroglicerina e la dinamite, quest'ultimo derivato desensibilizzato della prima. Lo sviluppo degli esplosivi è poi continuato fino all'utilizzo di tritolo e nitrato d'ammonio, che rispetto agli altri esplosivi hanno una maggiore potenza e insensibilità, essendo dunque più sicuri e pratici da maneggiare.
Un nuovo tipo di esplosivo, la bomba atomica, fu inventato dagli USA nel 1945, mentre nel 1952 i militari USA fecero esplodere la prima bomba termonucleare.

## Espansione dei gas
L'espansione quasi istantanea dei gas prodotti dall'esplosione genera un'onda d'urto nel mezzo fisico in cui avviene, che in assenza di ostacoli si espande in fronti d'onda sferici centrati nel punto d'origine dell'esplosione. Se incontra ostacoli esercita su di essi una forza tanto maggiore quanto maggiore è la superficie investita e quanto più è vicina al centro dell'esplosione.

## Classificazione delle esplosioni
Le esplosioni possono essere suddivise in:
- esplosioni meccaniche: si realizzano in seguito all'improvvisa rottura di un recipiente all'interno del quale sia contenuto un gas ad elevata pressione;[1]
- esplosioni chimiche: sono la conseguenza di reazioni chimiche esotermiche che avvengono ad un'elevata velocità;[1]
- esplosioni nucleari: generate da reazioni di fusione o fissione nucleare non controllate;[1]
- esplosioni elettriche: causate dal passaggio di un elevato quantitativo di corrente elettrica attraverso un filo conduttore, che a causa di ciò volatilizza.[1]

### Esplosioni chimiche
Una reazione chimica diviene esplosiva quando la sua velocità di reazione aumenta enormemente all'aumentare della temperatura. In genere le reazioni divengono esplosive quando viene limitata la possibilità di scambiare energia con l'ambiente.
Un classico esempio è rappresentato dalla reazione a intermedi radicalici 2 H2(g) + O2(g) → 2 H2O(g), la quale in condizioni normali è cineticamente lenta (tanto da richiedere un catalizzatore), mentre per determinati valori di pressione e temperatura diviene esplosiva.
Una reazione esplosiva a catena è contraddistinta da un proliferare esponenziale di intermedi altamente reattivi.
Occorre distinguere, dal punto di vista della cinetica chimica, questo genere di reazioni esplosive dalle decomposizioni che liberano un elevato volume di prodotti gassosi (come nel caso della nitroglicerina o del TNT).
Le esplosioni chimiche possono avvenire secondo due differenti modalità:
- deflagrazione: se la reazione chimica di combustione dalla quale ha origine l'esplosione avanza nel mezzo in cui avviene l'esplosione a velocità minore di quella del suono[1] (da 1 m/s a diverse centinaia di metri al secondo[1]); tale velocità di combustione dipende dalla pressione del mezzo circostante;[1] se il combustibile è solido, al suo interno la reazione avanza comunque ad una velocità minore di quella del suono;[1]
- detonazione: se la reazione chimica si propaga ad una velocità molto superiore (corrispondente a diverse migliaia di metri al secondo), indipendente dalla pressione del mezzo circostante.[1]

### Esplosioni fisiche

#### Esplosioni per transizione di fase
Per ottenere un'esplosione si possono usare anche metodi fisici, in genere sfruttando le differenze di temperatura fra due materiali per ottenere una transizione immediata da liquido o solido a vapore. Per esempio, lasciar cadere un cubetto di ghiaccio in una padella d'olio bollente provoca il passaggio diretto da ghiaccio a vapore, facendo esplodere l'olio e disintegrare il cubetto di ghiaccio (nota: l'olio bollente schizzerà in ogni direzione fino ad alcuni metri di distanza; quello versato prenderà fuoco a contatto con la fiamma del gas, devastando la cucina e incendiando quello rimasto nella padella, o se si sta facendo dello stirfry, nel wok).
La rottura improvvisa di un contenitore di gas liquefatto come l'azoto o l'ossigeno, in seguito ad un impatto molto forte, provoca l'immediato ritorno di questo allo stato gassoso: durante l'intervallo fra le due guerre mondiali venne presa in considerazione dalle forze armate di diversi paesi l'idea di fabbricare bombe ad aria liquida.
Le eruzioni vulcaniche esplosive avvengono quando il magma in risalita dalle profondità del mantello contiene troppo gas disciolto: la diminuzione di pressione nel magma in ascensione provoca l'espansione del gas disciolto, con un rapido aumento del volume durante la risalita. Una volta in superficie, l'ulteriore e improvvisa depressione provoca una rapida espansione del gas ad effetto esplosivo, lanciando magma fuso in ogni direzione.

#### Esplosioni cinetiche
Le esplosioni cinetiche avvengono come risultato di collisioni fra oggetti che viaggiano ad alta velocità: quando l'onda d'urto meccanica non è sufficiente a dissipare l'energia dell'urto stesso, questa si concentra nel sito di contatto provocando un aumento della temperatura e della pressione locali che, in genere entro qualche millisecondo al massimo, arriva a infrangere i due oggetti e a proiettare i loro frammenti in ogni direzione. Se la velocità e la massa dei due oggetti è sufficiente, l'accumulo istantaneo localizzato di calore e pressione può essere tale da vaporizzare e/o fondere parzialmente il materiale.

## Classificazione aree
Le aree a pericolo di esplosione vengono classificate in Europa secondo normative ATEX.